# 스바르트알프
스바르트알프(고대 노르드어: svartálfr, 영어: black elf)는 노르드 신화에서 스바르트알파헤임에 사는 족속들이다. 복수형은 스바르트알파(고대 노르드어: svartálfar)이다. 스바르트알프와 스바르트알파헤임은 13세기에 스노리 스투를루손이 쓴 《신 에다》에만 언급된다. 학자들은 스바르트알프가 드베르그 또는 도크알프의 동의어가 아닌지 추측하고 있다.

## 출전
"스바르트알파"라는 말은 《신 에다》에만 거의 유일하게 등장한다(《에크토르 사가》에도 언급되긴 하나, 《신 에다》의 표현을 빌린 것으로 생각된다). "스바르트알파"는 〈시어법〉 제35장에서 언급된다. 로키가 토르의 아내 시프를 삭발시킨 뒤 그 보상으로 새 머리카락을 가져왔을 때 그 머리카락을 만들어준 이발디의 아들들이 스바르트알프이다. 이발디는 드베르그라는 주석이 붙어있는 경우도 종종 있다.
"스바르트알파헤임"은 《신 에다》에 두 번, 각각의 경우 모두 특정한 드베르그들이 사는 곳으로서 언급된다. 〈길피의 속임수〉 제33장에 보면 에시르가 펜리르를 포박하기 위해 글레이프니르를 만들었는데, 이를 위해 스바르트알파헤임의 드베르그에게 도움을 청했다고 한다. 그리고 〈시어법〉 제39장에 보면 로키가 안드바리를 잡아 협박한 곳이 스바르트알파헤임이라고 한다.

## 신화 해석
학자들은 상기 출전에서 스바르트알프 및 스바르트알파헤임이 모두 드베르그와 드베르그가 사는 곳을 가리킨다는 점에서 "스바르트알프"는 그저 "드베르그"의 동의어에 불과한 것이 아닌가 생각하고 있다. 존 린도우에 따르면 《신 에다》가 쓰여질 당시 도크알프와 스바르트알프가 같은 존재로 여겨졌는지 여부는 불확실하다고 말한다.

## 같이 보기
- 도크알프와 료스알프
- 엘프

## 참고 자료
- Faulkes, Anthony (trans.) (1995). Edda: Snorri Sturluson. Everyman. ISBN 0-460-87616-3.
- Lindow, John (2001). Norse Mythology: A Guide to the Gods, Heroes, Rituals, and Beliefs. Oxford University Press. ISBN 0-19-515382-0.
- Orchard, Andy (1997). Dictionary of Norse Myth and Legend. Cassell. ISBN 0-304-34520-2.
- Simek, Rudolf (1984). Lexikon der germanischen Mythologie. Stuttgart: A. Kröner. ISBN 3520368013.
  - Simek, Rudolf (2007). Dictionary of Northern Mythology. Angela Hall (trans.). D.S. Brewer. ISBN 0-85991-513-1.